# Indra Mustafa
Indra Mustafa (sinh ngày 26 tháng 6 năm 1999) là một cầu thủ bóng đá người Indonesia hiện tại thi đấu ở vị trí hậu vệ cho câu lạc bộ tại Liga 1 Persib Bandung.

## Sự nghiệp

### Persib Bandung
Mùa giải 2018, anh được đẩy lên đội chính. Anh bắt đầu sự nghiệp chuyên nghiệp t ại Persib Bandung ở Liga 1 2018. Anh có màn ra mắt cho Persib Bandung ngày 8 tháng 4 năm 2018, trước Mitra Kukar ở Liga 1. Anh vào sân ở phút 59 thay cho Bojan Mališić.

## Danh hiệu

### Đội trẻ
- Persib U-19

Á quân Liga 1 2017 U-19.